# 时尚四边形

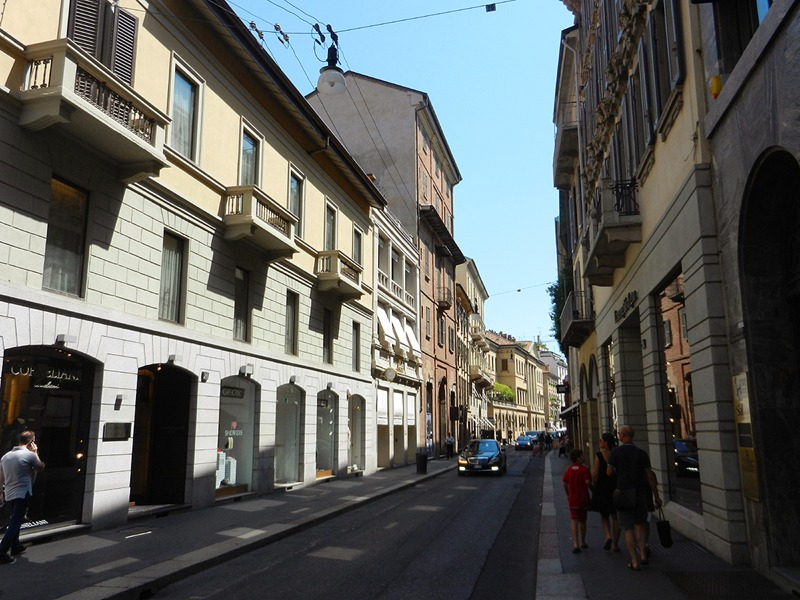

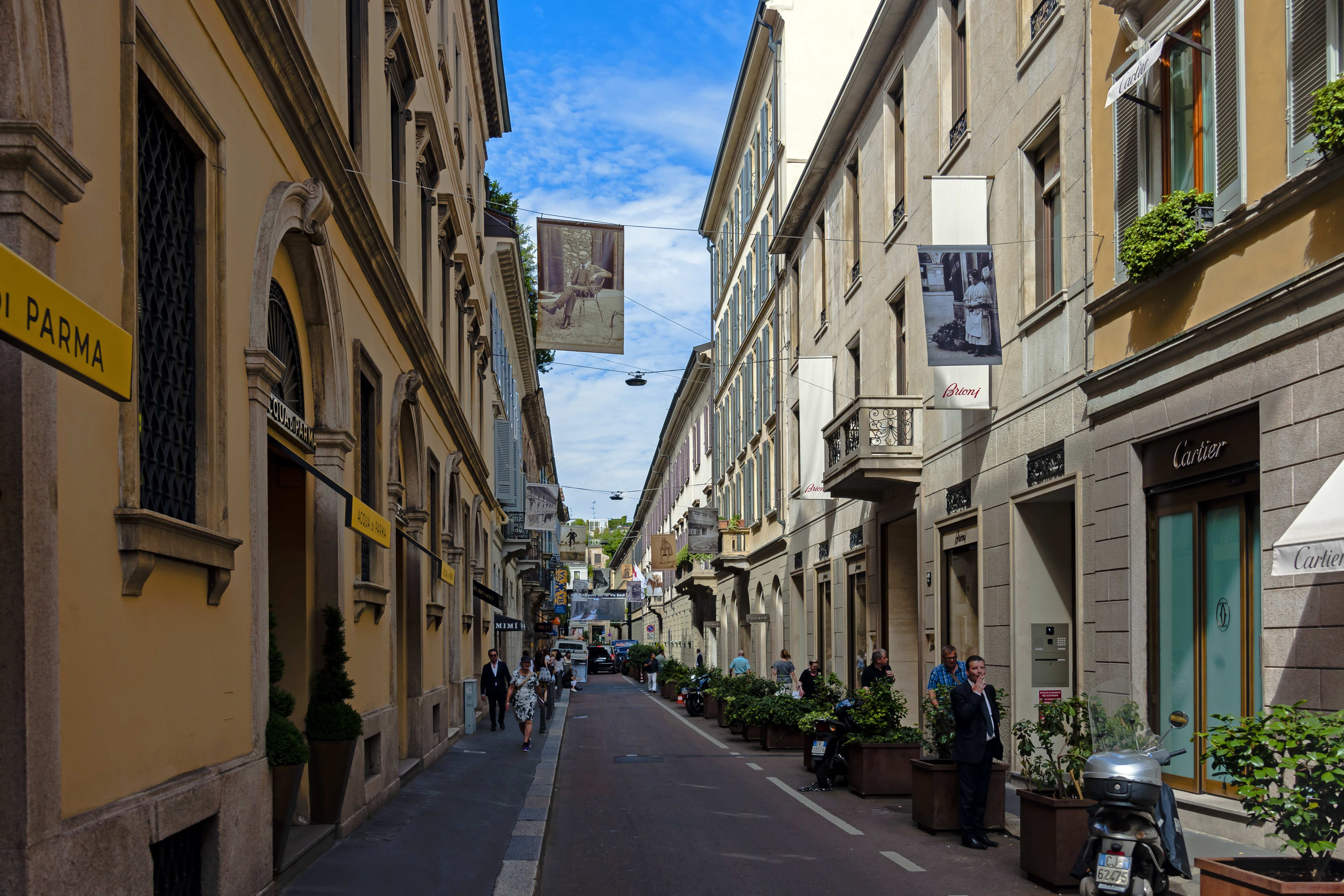

时尚四边形（Quadrilatero della moda）是位于意大利米兰第一区，大致上由四条街道围成的商业区。在这一区域集中了许多最重要时尚品牌的商店和工作室。

## 组成
以下街道构成封闭的四边形：
- 蒙特拿破仑大街（via Montenapoleone）
- 曼佐尼街（via Manzoni）
- 斯皮加街（via della Spiga）
- 威尼斯街（corso Venezia）

此外，四边形的内街包括：
- 鲍格斯皮索街（via Borgospesso）
- 圣灵街（via Santo Spirito）
- 耶稣街（via Gesù）
- 圣安德烈街（via Sant'Andrea）
- 芭古达街（via Bagutta）